# Dilemma di Heinz
il Dilemma di Heinz è un esempio di dilemma morale formulato dallo psicologo statunitense Lawrence Kohlberg nel 1969. Una nota versione di questo recita:
In Europa una donna stava per morire per un tipo particolare di cancro. C’era una medicina che i dottori pensavano potesse salvarla. Era un derivato del radium che un farmacista della stessa città aveva scoperto recentemente. Questa medicina costava molto, ma il farmacista chiedeva dieci volte di più  di quello che costava a lui farla. Egli pagò 200 dollari per il radium e ne chiese 2000 per una piccola dose. Il marito della signora malata, Heinz, andò da tutti quelli che conosceva per chiedere del denaro in prestito, ma riuscì a mettere insieme solo 1000 dollari cioè la metà di quello che costava il farmaco. Egli disse al farmacista che sua moglie stava morendo e gli chiese di fargli uno sconto o di lasciargli pagare il farmaco in un secondo momento. Ma il farmacista disse: «no, ho scoperto la medicina, e voglio diventare ricco con quella». Così Heinz disperato fece irruzione nel negozio per rubare la medicina per sua moglie.
Da un punto di vista teorico, non è importante ciò che il partecipante pensa che Heinz dovrebbe fare. La teoria si basa sulla giustificazione offerta dal partecipante rispetto all'azione di Heinz. A partire da queste sono formulati 3 livelli di sviluppo della moralità (preconvenzionale, convenzionale, postconvenzionale), con due fasi ciascuna, per un totale di sei.
| # | Livello                                               | Fase                             | Heinz dovrebbe rubare la medicina perché                                                                                          | Heinz non dovrebbe rubare la medicina perché |
| - | ----------------------------------------------------- | -------------------------------- | --- | --- |
| 1 | Preconvenzionale (bambini)                            | Obbedienza                       | Costa solo 200 dollari, non quanto il farmacista chiede. Heinz si è offerto di pagare e ruberebbe solo la medicina e nient'altro. | Verrebbe messo in carcere e sarebbe giudicato come una cattiva persona.                                                                                         |
| 1 | Preconvenzionale (bambini)                            | Strumentale                      | Sarebbe felice di aver salvato la moglie, anche se dovesse finire in carcere.                                                     | La prigione è un posto orribile. Probabilmente piangerebbe di più in prigione piuttosto che per la morte della moglie.                                          |
| 2 | Convenzionale (maggior parte di adolescenti e adulti) | Approvazione degli altri         | La moglie se lo aspetta da lui. Sarebbe visto come un bravo marito.                                                               | Rubare è sbagliato e lui non è un criminale. Ha provato in ogni modo consentito per avere la medicina, ma non ci è riuscito. Non è da biasimare se non la ruba. |
| 2 | Convenzionale (maggior parte di adolescenti e adulti) | Ordine e legalità                | La moglie starebbe bene. Heinz però dovrà accettare la prigione. Ogni azione ha la sua conseguenza.                               | La legge proibisce di rubare. |
| 3 | Postconvenzionale (minoranza di adolescenti e adulti) | Orientata al contratto sociale   | Bisogna scegliere la vita, anche se si va contro le leggi.                                                                        | Il farmacista ha diritto al suo denaro. Anche se la moglie sta male, Heinz non ha il diritto di rubare.                                                         |
| 3 | Postconvenzionale (minoranza di adolescenti e adulti) | Principi di giustizia universale | Salvare una vita umana è un dovere che va oltre i diritti di ciascun altro.                                                       | Altri potrebbero aver bisogno di quella stessa medicina. Le vite valgono tutte allo stesso modo.                                                                |